# První globalizace
První globalizace, nebo první moderní globalizace, označuje období od roku 1870, který je považován za počátek druhé průmyslové revoluce, do počátku první světové války v roce 1914. Označujeme tak období velkého rozmachu obchodu a komunikace a zlevnění dopravy, což bylo umožněno stále se zlepšujícími technologiemi.

## Příčiny první globalizace
Počátek první moderní globalizace se pojí s počátkem druhé průmyslové revoluce, protože ta zvýšila produkci natolik, že nadbytek umožnil mnoho společnostem exportovat své zboží do ciziny.
Druhá průmyslová revoluce je spojována s dvěma daty. Prvním je sestavení první montážní linky v roce 1870, druhým je rok 1879, kdy T. A. Edison vynalezl žárovku. Tyto průlomy v průmyslu vedly ke zlevnění a zefektivnění výroby, díky dělbě práce a její částečné elektrifikaci. Rychlý populační růst vytvářel stabilní poptávku po komoditách, přičemž industrializace ji umožňovala uspokojit, díky standardizované a masové produkci domácích potřeb.
Neustálé technologické zdokonalování přineslo další faktor, který umožnil počátek globalizace. Výrazně zefektivnil mezinárodní přepravu. Zvýšené využití bylo také spojené s poklesem sazeb na její provoz. Rozvoj železnic snížil náklady na dopravu, což mělo za následek masivní migraci v rámci Evropy a ze Starého světa do Nového světa. Parníky se staly hlavním prostředkem pro přepravu zboží mezi kontinenty. A mír mezi hlavními mocnostmi podpořil obchod.
Spíše důsledkem, než příčinou byl vzestup mezinárodní kulturní a vědecké spolupráce. V roce 1876 se ve Filadelfii odehrála první Světová výstava, která se konala mimo Evropu. Moderní olympijské hry byly založeny v roce 1896. A první Nobelovy ceny byly uděleny v roce 1901.

## Obchod
Internacionalizaci obchodu během prvního období globalizace lze demonstrovat mnoha způsoby. Míra mezinárodních transakcí, poměr komoditního obchodu k HDP a náklady na přesun zboží nebo výrobních faktorů přes hranice jsou některé příklady měřítek, které nám pomáhají ukázat rostoucí tendenci obchodu mezi lety 1870 a 1914. Zvýšily se i mezinárodní cenové rozdíly a například cenový rozdíl pšenice mezi britským průmyslovým Liverpoolem a americkým Chicagem klesl z 57,6 % na 15,6 % a rozdíl v cenách některých běžných komodit (například slaniny) v Londýně a v Cincinnati klesl z 92,5 % na 17,9 %.
K růstu mezinárodního obchodu přispělo mnoho faktorů. Klesající náklady na dopravu, snižování obchodních překážek a přechod na volný obchod v několika zemích jsou jen některé z těchto faktorů. Obchod vzkvétal hlavně mezi Evropou a novým světem. Evropa byla vývozcem výrobků a dovozcem primárních produktů. Nový svět vyměnil potraviny a suroviny, které se v Americe daly vypěstovat výrazně levněji, za evropské průmyslové zboží. To se nakonec ukázalo jako přínosné pro evropské pracovníky, protože v době, kdy se velká část příjmů stále utrácela za potraviny, levnější doprava znamenala levnější jídlo a tím i vyšší reálné mzdy. Pro zemědělce to však tak výhodné nebylo. Pouze země, které si zachovaly volný obchod se zemědělskými produkty, jako Spojené království, byly méně zranitelné vůči snižování cen a nájemného, které globalizace implikovala. Obchod mezi industrializovanými ekonomikami byl převládající formou obchodu před rokem 1914.

## Zlatý standard
Období první globalizace zažilo vzestup i pád zlatého standardu. Zlatý standard je peněžní systém, ve kterém je standardní ekonomická účetní jednotka založena na pevném množství zlata. Jinými slovy každá bankovka a mince je kryta zlatem a dá se v národní bance za zlato vyměnit. Zlatý standard byl základem pro mezinárodní měnový systém od 70. let 19. století do počátku 20. let 20. století a od konce 20. let do roku 1932 a také od roku 1944 do roku 1971, kdy Spojené státy jednostranně ukončily směnitelnost amerického dolaru. I přesto, že zlatý standard je dnes zastaralý systém na kterém dnešní ekonomika nestojí, mnoho států stále drží značné zlaté rezervy.

## Období po první světové válce
Počátek 1. světové války je spojen s kolapsem mezinárodního finančního systému a úpadkem obchodu. Vznik nových hranic a nárůst úrovně ochrany vedl k vzniku obchodních bariér, které se po skončení 1. světové války stále zvyšovaly. Mezitím rostla cla, kvóty a další překážky obchodní politiky. Globální orgány a mezinárodní konference se pokusily o normalizaci, ale vlády jednotlivých zemí nebyly ochotny odstranit své bariéry, kvůli strachu ze znevýhodnění svých vlastních občanů vzhledem ke světové konkurenci.  Po Imperiální ekonomické konferenci v Ottawě v roce 1932 již mezinárodní spolupráce nebyla ani iluzí. Zainteresované strany se domnívaly, že obnovení zlatého standardu by mohlo aktuální mezinárodní politice obchodu. Ale po krátkém návratu mezi lety 1925-1929 však přišel kolaps zlatého standardu ve 30. letech 20. století, což rapidně prohloubilo již tak drastické období ekonomické recese.
Proto se za oficiální počátek druhé globalizace považuje až konec druhé světové války. Druhá globalizace probíhala mezi lety 1944 a 1971, kdy přišla další celosvětová krize. O třetí vlně globalizace říkáme, že započala v roce 1989, pádem Sovětského svazu a trvá dodnes.